# Варварски бряг
Варварският бряг (на френски: Côte des Barbaresques) или Варвария е европейското название на средиземноморското крайбрежие на Магреб в Северна Африка в периода от 15 век до началото на 19 век.
На Варварския бряг имало много пиратски бази, от които берберските пирати осъществявали своите рейдове и набези към северните средиземноморски брегове. Европейското средиземноморско крайбрежие било много слабо заселено в този период, тъй като християните били отвличани в робство и продавани от корсарите по робските пазари на многобройните средиземноморски острови, и в частност на Крит, или използвани с цел получаване на откуп.
Жителите на Варварския бряг в този период били главно мюсюлмани, сред които преобладавали араби и маври, като сравнително многочислени били европейските сакалиби (славяни, кумани, вандали) и черните африкански роби от народите във вътрешността на Африка.
След берберските войни в началото на 19 век там се образува френска Северна Африка.